# ماركو مارتيني
ماركو مارتيني (بالإيطالية: Marco Martini)‏ (12 أبريل 1979 ريميني إيطاليا - ) هو لاعب كرة قدم إيطالي يلعب كمهاجم.

## روابط خارجية
- ماركو مارتيني على موقع قاعدة بيانات كرة القدم.إي يو (الإنجليزية)
- ماركو مارتيني على موقع Soccerway.com (الإنجليزية)
- ماركو مارتيني على موقع عالم كرة القدم.نت (الإنجليزية)